# 續姿三四郎
『續姿三四郎』（ぞくすがたさんしろう）は、1945年（昭和20年）5月3日の公開日本映画である。東宝製作、映画配給社（紅系）配給。監督は黒澤明。モノクロ、スタンダード、82分。
黒澤のデビュー作『姿三四郎』の続篇であり、兄の復讐のため戦いを挑む檜垣兄弟と姿三四郎の死闘を描いた作品である。前作の大ヒットを受けて製作した娯楽作だったが、黒澤は「あまり上出来の映画にならなかった」と述懐している。三四郎が悪辣なアメリカ人拳闘家を叩きのめすシーンがあり、敵への憎悪を扇動する憎悪映画（ヘイトピクチャー）の要素が強いと指摘されている。

## スタッフ
- 監督：黒澤明
- 製作：伊藤基彦
- 脚本：黒澤明
- 原作：富田常雄
- 柔道指導：佐藤金之助、高村徳一
- 唐手指導：小西康祐
- 拳闘指導：堀口恒男
- 撮影：伊藤武夫
- 美術：久保一雄
- 録音：亀山正二
- 照明：石井長四郎
- 音楽：鈴木静一
- 助監督：宇佐美仁
- 編集：矢口良江
- 製作主任：青木武弘
- 現像：東宝現像所

## キャスト
- 矢野正五郎：大河内傳次郎
- 姿三四郎：藤田進
- 檜垣源之助･鉄心：月形龍之介（大映）
- 檜垣源三郎：河野秋武
- 小夜：轟夕起子
- 戸田雄次郎：清川荘司
- 壇義麿：森雅之
- 津崎公平：宮口精二
- 左文字大三郎：石田鉱
- 関根嘉兵衛：光一
- さいづち和尚：高堂国典
- 布引好造：菅井一郎
- アメリカ人水兵：オスマン・ユセフ（ノンクレジット）